# Mila Kačič
Ljudmila (Mila) Kačič, slovenska pesnica, igralka in klasična pevka, * 5. oktober 1912, Sneberje pri Ljubljani, † 3. marec 2000, Ljubljana.

## Življenje
Mila Kačič se je rodila kot nezakonski otrok siromašne otroške vzgojiteljice Ljudmile Kačič in premožnega privatnika iz Ljubljane Herberta Mahra. Njuni zvezi so zaradi stanovske razlike nasprotovali njegovi starši, ki so nekajmesečno Milo dali v rejo zakoncema Kovačič, kjer ji zaradi revščine ni bilo lahko. Po končani osnovni šoli je obiskovala meščansko šolo. S počitniškim delom si je prislužila za knjige in šolske potrebščine. Študirala je solopetje in dramsko igro na Državnem konservatoriju v Ljubljani in opravila štiri semestre na AGRFT. Njena velika ljubezen je bil kipar Jakob Savinšek, s katerim sta imela edinega sina Davida (1949–1990).

## Gledališče, opera in film
Z igranjem je začela na amaterskih odrih pri šestnajstih letih, leto pozneje je bila sprejeta v radijsko igralsko družino. Po končanem študiju je leta 1941 postala članica opernega zbora v ljubljanski Operi, kjer je do osvoboditve (1945) v štirih sezonah sodelovala pri 42 uprizoritvah. Od 1945 do upokojitve 1970 je bila članica Drame SNG v Ljubljani, kjer je dala življenje več kot sto dvajsetim likom. Kot igralka je veljala za komedijantko in le dvakrat naj bi dobila vlogo, ki si jo je zares želela – Dorina v Tartuffu in Eva v Vučjaku. Nepozabna je bila kot Štacunarka in Županja v Pohujšanju v dolini Šentflorjanski, Tona v Razvalini življenja, Akulina v Moči teme, Poglavarjeva žena v Revizorju, Dojka v Romeu in Juliji itd. Svojstven pečat je Kačičeva dala tudi slovenskemu filmu in televiziji. Njena prva filmska vloga je bila Poštarica v Vesni, nastopila je tudi v: Naš avto, Ne čakaj na maj, Svet na Kajžarju, Butnskala itn. Za vlogo v To so gadje je leta 1978 dobila zlato areno na filmskem festivalu v Pulju, za vlogo Matere v filmu Kormoran pa so ji leta 1986 na Tednu domačega filma v Celju podelili priznanje igralka leta. Leta 1994 ji je Združenje dramskih umetnikov Slovenije podelilo priznanje za življenjsko delo. O tem, kako vsestransko priljubljena je bila tudi zunaj gledaliških krogov, pa pričata naziv Slovenka leta, ki so ji ga leta 1994 podelili bralci revije Jana, in listina o imenovanju za častno meščanko Ljubljane iz leta 1998.

## Literarno delo
Svojo prvo pesem je Kačičeva napisala pri šestnajstih. V intervjuju za Našo ženo je povedala, da je začela pisati zato, ker je bila v svojem igralskem poklicu nepotešena. V gledališču namreč skoraj nikoli ni igrala ljubezenskih vlog, ker pa je bila čustev polna in jih ni mogla nikjer izpovedati, se je zatekla k poeziji. V zgodnji mladosti se je navduševala nad Župančičevo zvočno liriko in Cankarjevimi črticami. Pesmi Antona Gradnika (Večerne samote) so jo spodbudile k odkriti izpovedi lastne življenjske zgodbe, očitala pa mu je neumnost, da bi moški pisal o tistem, kar doživljajo ženske. Od tujih avtorjev je najraje prebirala kitajsko liriko in Lorco. K pisanju poezije so jo spodbujali njen življenjski sopotnik, Jakob Savinšek, Edvard Kocbek, Jože Vidmar.

Tone Pavček je njeno poezijo označil takole: »Iz njenih pesmi žari žerjavica v telesu, trepeta ljubezen, ki je v vseh stvareh, ki se morajo iz ljubezni dati in iz ljubezni jemljejo, v sebi nosi gnezdo bolečine, zapuščenosti in grozo smrti, a bolj kot to jo čez vse zaznamuje mila otožnost zrenja na vse, kar je in ni minulo, kakor resnična pobožnost žene, ki sta ji pesem in življenje milost.«

Njeno pesniško delo sicer ni obsežno, je pa pretresljivo, ker se v njeni poeziji prepletajo trije temeljni motivi: ljubezen do dragega moškega, senca smrti in materinstvo. Njena poezija je poezija krhke, sanjave, od ljubezni in hrepenenja zaznamovane ženske, povsem predane svojima najdražjima moškima – ljubimcu in kasneje sinu. Ljubezenska lirika je odsev njenega notranjega doživljanja, izpovedanega na čist in iskren način. Ne išče novih pesniških figur, ostaja le zvesta srcu in lastni izpovedi.
Leta 1962 je bila s pesmijo Resignacija predstavljena v Antologiji moderne jugoslovanske poezije kot edina avtorica slovenskega dela zbirke. Nekaj njenih pesmi je prevedenih v angleščino in predstavljenih v antologiji Parnassus of a small Nation. Del njene pesmi Ko bom umrla je natisnjen v svetovni knjigi aforizmov.
Leta 1985 je prejela nagrado italijanske Akademije za umetnost in poezijo, zlata ogrlica. Njene pesmi so izšle v sedmih pesniških zbirkah.